# 中山昭二
中山 昭二（なかやま しょうじ、1928年2月26日 - 1998年12月1日）は、日本の俳優。本名：中山 昭治。元妻は女優の横山道代。
身長172cm、体重72kg。趣味は読書、熱帯魚の飼育、ランの栽培、釣り、日本舞踊、モダンダンス。

## 来歴・人物
1928年2月26日、東京市本郷区湯島天神に酒屋の三男として生まれる。
本郷第一国民学校在学中に横須賀海兵団の第一期少年水測兵に任命される。中山本人によれば「小笠原諸島に派遣され、当地で任務に当たっていた」とのことで、小笠原諸島では食糧を現地で調達せざるを得ず、魚介類の捕獲を担当していたことがきっかけで後年の趣味となった釣りを覚えることになったという
終戦後はバレエダンサーとして幾多の舞踊団に在籍。1952年、越路吹雪の相手役として舞台に出演したところを、日米合作映画『アナタハン』の撮影で来日していたジョセフ・フォン・スタンバーグ監督にスカウトされ、同作品への出演を期に映画界へ転身する。ちなみにこの作品には撮影スタッフとして円谷英二も参加しており、はからずも両者は運命的な出会いを果たすことになった。
『アナタハン』出演後は新東宝に入社し、1953年に映画『憲兵』で主役デビュー。その甘いマスクで一躍新東宝を代表するスターとなる。1959年、東映東京に移籍。ニュー東映製作の現代劇作品から全盛期の任侠映画まで、幅広く重要な役柄を演じたが、新東宝時代のように主役を務める機会には恵まれなかった。この時期、ハワイで活動中の女優 / 歌手、古城あけみ（本名：西室美恵子）と婚約していたが、後に古城が一般人と結婚することで破局を迎える。
その一方、東映進出と並行して出演するようになったテレビ作品では、NTVのサスペンスドラマ『ヘッドライト』『青年弁護士』に主演。続いて『特別機動捜査隊』『ウルトラセブン』とレギュラー出演を重ね、いずれもメンバーをまとめる司令塔的な役回りであった。
『ウルトラセブン』撮影当時は「子供番組（に出る）なんて恥ずかしい」と思っていたが、後年アンヌ隊員役のひし美ゆり子の出版パーティーにて「なんだかんだ言っても、俺の代表作はセブンなんだよな…」と語っていたことを、ひし美本人が証言している。
1970年代以降は脇に回るようになり、ジャンルを問わずさまざまな作品で渋い個性を発揮。中でも時代劇への出演は数知れず、悪家老などの黒幕的な敵役として、馴染みのある存在だった。
晩年は日光江戸村の芸能師範（専務取締役）として後進の育成にあたっていたため、テレビの出演から遠ざかっていたが、日本テレビの『クイズ世界はSHOW by ショーバイ!!』の1コーナー「志の輔のクイズを探せ!」で、同村の案内役として、浪人の装いでVTR出演。リポーターとして訪れた立川志の輔に、「あっ、ウルトラセブンのキリヤマ隊長でしょ?」とツッコまれた中山は、当時キリヤマ隊長の名ゼリフだった「なにっ!?」と返したことがある。
1998年に肺炎で他界。70歳没。
なお、逝去の直前に『ウルトラセブン1999最終章6部作』への出演オファーが来ており、本人も快諾していたがその死により出演は叶わなかった。

## 出演作品

### 映画
- アナタハン （1953年、東宝） - 西尾
- 憲兵 （1953年、新東宝） - 宮崎清隆
- 戦艦大和 （1953年、新東宝） - 大森中尉
- 今宵ひと夜を （1954年、宝塚映画 / 東宝） - 清一
- 潜水艦ろ号 未だ浮上せず （1954年、新東宝） - 立花軍医長
- 王将一代 （1955年、新東宝） - 松島五段
- 暴力の王者 （1956年、新東宝） - 佐田
- 姿なき一〇八部隊 （1956年、新東宝） - 那須泰彦中尉
- 警察官 （1957年、新東宝） - 木村刑事
- 桂小五郎と近藤勇 龍虎の決戦 （1957年、新東宝） - 坂本竜馬
- 明治天皇と日露大戦争 （1957年、新東宝） - 伊地知幸介
- 鋼鉄の巨人 （1957年、新東宝） - 岡本刑事
- 憲兵とバラバラ死美人 （1957年、新東宝） - 小坂徳助
- 絶海の裸女（1958年、新東宝） - 稲田五郎
- 女王蜂 （1958年、新東宝） - 由利俊介
- 天皇・皇后と日清戦争 （1958年、新東宝） - 田代小隊長
- 憲兵と幽霊 （1958年、新東宝） - 田沢憲兵伍長、田沢二等兵（二役）
- 重臣と青年将校 陸海軍流血史 （1958年、新東宝） - 藤井斉
- 女王蜂の怒り （1958年、新東宝） - 宏
- 殺人犯・七つの顔 （1959年、新東宝） - 牧勇次
- 風のうちそと （1959年、松竹） - 香田鎮男
- 森の石松幽霊道中 （1959年、東宝） - 由蔵
- 多羅尾伴内 七つの顔の男だぜ （1960年、東映） - 清島了介
- 砂漠を渡る太陽 （1960年、東映） - 人見
- 殴り込み艦隊 （1960年、東映） - 水雷長
- 警視庁物語　深夜便一三〇列車 （1960年、東映） - 山形刑事
- 警視庁物語　血液型の秘密 （1960年、東映） - 山形刑事
- 警視庁物語　聞き込み （1960年、東映） - 山形刑事
- 皮ジャン・ブルース （1961年、ニュー東映） - 武彦
- 東京新撰組 （1961年、ニュー東映） - 坂崎主任
- 警視庁物語 十二人の刑事 （1961年、ニュー東映） - 高山刑事
- 暗黒街最後の日 （1962年、東映） - 升田検事
- 八月十五日の動乱 （1962年、東映） - 小宮信之
- 陸軍残虐物語 （1963年、東映） - 品田大尉
- 無法松の一生 （1963年、東映） - 吉岡直樹
- どろ犬 （1964年、東映） - 野見山収
- 忍者部隊月光（1964年、東映） - 南郷
- 刑事(デカ) （1964年、東映） - 吉岡
- 暗黒街全滅作戦 （1965年、東映） - 松崎警部
- 無宿者仁義 （1965年、東映） - 西郷警部
- 昭和残侠伝 （1965年、東映） - 福永繁
- 男の勝負 仁王の刺青 （1967年、東映） - 東家雲竜
- 緋牡丹博徒 二代目襲名 （1969年、東映） - 高井課長
- あしたのジョー （1970年、日活） - 白木ジム・若山
- 夜の女狩り （1972年、東映） - 飯坂
- 惑星大戦争 （1977年、東宝） - 幕僚[6][1]
- 連合艦隊 （1981年、東宝） - 小滝久雄大佐
- 零戦燃ゆ （1984年、東宝） - 航本担当官
- 開港風雲録 YOUNG JAPAN （1989年、東宝） - 水野忠徳
- 妖怪天国 ゴースト・ヒーロー （1990年、パパドゥ） - 長壁

### テレビドラマ
- 少年ケニヤ（1962年、NET / 東映） - 村上大介博士
- ヘッドライト（1962年、NTV / 東映） - 伊達弁護士
- 青年弁護士（1963年、NTV / 東映） - 伊達弁護士
- 特別機動捜査隊（NET / 東映）
  - 第112話「風の中の街」（1963年） ～ 第497話「人生試験地獄」（1971年） - 藤島主任
  - 第788話「無情の風に散る」（1976年） - 堂本（週刊サタデー編集長）
- 忍者部隊月光 第1話「潜行救出作戦 - 前篇 -」 （1964年、CX / NAC） - あけぼの機関長
- 三匹の侍（CX） 
  - 第3シリーズ 第5話「仇討ごよみ」（1965年）
  - 第5シリーズ 第10話「白疾風」（1967年） - 神波一平太
- 空手三四郎（1965年、NET / 東映）
- 連続テレビ小説 / おはなはん（1966年、NHK） - 小川先生
- 素浪人 月影兵庫（NET / 東映）
  - 第1シリーズ 第19話「見知らぬ国のことだった」（1966年） - 青葉源三郎
  - 第2シリーズ
    - 第26話「財布の紐がゆるんでいた」（1967年）
    - 第68話「破れかぶれでもてていた」（1968年） - 後藤又右衛門
- 銭形平次（CX / 東映）
  - 第25話「ふたり平次」（1966年） - 山崎屋専助（にせ平次）
  - 第118話「二度死んだ男」（1968年） - 小川甚内
  - 第339話「冥土の土産」（1972年） - 田島屋徳蔵
- ウルトラシリーズ（TBS / 円谷プロ）
  - ウルトラマン 第31話「来たのは誰だ」（1967年） - 二宮博士
  - ウルトラセブン （1967年 - 1968年） - キリヤマ隊長
  - ウルトラマン80 第33話「少年が作ってしまった怪獣」（1980年） - 西山病院長
- ローンウルフ 一匹狼 第21話「さらばわが友よ」（1968年、NTV / 東映）
- 大河ドラマ（NHK）
  - 天と地と （1969年） - 黒田和泉守
  - 新・平家物語 （1972年） - 平康頼
  - 風と雲と虹と （1976年） - 多治助実
- 大奥 第50話「最後の将軍とその妻」〜第52話「華麗なる終焉」（1969年、KTV / 東映） - 板倉勝静
- プレイガール（12ch / 東映）
  - 第13話「女の魔性に火がつけば」（1969年） - 今田
  - 第240話「裸の女にゃトゲがある」（1973年） - 戸田隆造
- 姿三四郎（1970年、NTV / 松竹） ※竹脇無我版
- 日本怪談劇場 第12話「怪談・乳房の呪い」（1970年、12ch） - 菱川重信
- 素浪人 花山大吉 第95話「興奮しただけ無駄だった」（1970年、NET / 東映） - 仙田無幻斎
- 人形佐七捕物帳 第19話「女虚無僧」（1971年、NET / 東宝） - 佐伯弦之助
- 天下御免（1971年 - 1972年、NHK） - 大岡忠光
- 刑事くん 第1部 第9話「小さな追跡者」（1971年、TBS / 東映） - 松井三郎
- 弥次喜多隠密道中 第10話「大陰謀」（1971年、NTV / 歌舞伎座テレビ室） - 丸茂兵衛
- 黒帯風雲録 柔（1972年、NTV / ユニオン映画）
- 花王愛の劇場 / 愛染椿（1972年、TBS / 東宝）
- 遠山の金さん捕物帳（1972年、NET / 東映） 
  - 第80話「夢を見た男」 - 石塚新九郎
  - 第86話「代貸に惚れた女」 - 大門
- 荒野の素浪人（NET / 三船プロ）
  - 第1シリーズ（1972年）
    - 第30話「緋剣 三匹の女渡世人」 - 川越屋八右衛門
    - 第31話「爆破 十一人の決死隊」 - 奥村石見守
    - 第40話「百人斬り 悪党の砦」 - 大場河内介

  - 第2シリーズ 第31話「賞金稼ぎ」（1974年） - 関根丹波
- 大江戸捜査網（12ch / 日活〜三船プロ）
  - 第74話「虹をつかむ男」（1972年） - 庄司隆信
  - 第209話「足でかせいだ男」（1975年） - 南波修理輔
  - 第275話「傷だらけの同心魂」（1977年） - 太田黒内膳
  - 第338話「追跡! 哀愁の子守唄」（1978年） - 宇野内膳
  - 第370話「汚名に賭けた目明し無情」（1978年） - 香月釆女
  - 第390話「腰抜け侍怒りの封印刀」（1979年） - 原田主膳
  - 第405話「潜入 決死の悪人狩り」（1979年） - 坂部義之
  - 第421話「人質救出 甦る父娘の絆」（1979年） - 小笠原伊豆守
  - 第439話「笑いを売る男の涙」（1980年） - 八木沢兵部
  - 第450話「おんな牢 地獄からの脱出」（1980年） - 二宮左馬亮
  - 第481話「連判状が招く姿なき殺人者」（1981年） - 朝日奈伊予守
  - 第530話「秘伝七ヶ條を追う女武芸者」（1982年） - 戸沢大膳（大熊虎五郎）
  - 第563話「さらば友よ 傷だらけの挽歌」（1982年） - 中津川隼人
  - 第576話「悪徳おんな市場・不倫の罠」（1982年） - 矢崎
- 長谷川伸シリーズ 第3話「雪の渡り鳥」（1972年、NET / 東映） - 鍋太郎
- 二人の素浪人 第9話「双つぼくろの女を斬れ!」（1972年、CX / 東映） - 関根民部
- 流星人間ゾーン（1973年、NTV / 東宝） - 防人陽一郎[1]
- 水戸黄門（TBS / C.A.L）
  - 第4部 第34話「家康公のお墨付 -真岡-」（1973年9月10日） - 檜垣五郎兵衛
  - 第5部 第17話「酔いどれ用心棒 -松山-」（1974年7月29日） - 穂坂太左衛門
  - 第7部 第5話「何の因果で若旦那 -花巻-」（1976年6月21日） - 唐木十太夫
  - 第11部 第25話「胸に悲願の裏切り者 -佐倉-」（1981年2月2日） - 近藤左門
  - 第12部 第4話「兄と呼ばれた格之進 -諏訪-」（1981年9月21日） - 山崎伝内
  - 第13部 第19話「萩焼き頑固くらべ -萩-」（1983年2月21日） - 三谷帯刀
  - 第14部 第17話「天下無敵の女棋士 -天童-」（1984年2月20日） - 湯浅紋太夫
  - 第15部
    - 第8話「母恋し 五木の子守唄 -熊本-」（1985年3月18日） - 山岡修理
    - 第18話「無念晴らした槍の仇討ち -福山-」（1985年5月27日） - 若宮監物

  - 第16部
    - 第9話「闇を裂く忍びの死闘 -吉野-」（1986年6月23日） - 根本武太夫
    - 第35話「赤べこが結ぶ夫婦の絆 -会津-」（1986年12月22日） - 小山田三之丞

  - 第17部 第21話「亡霊の正体見たり… -福山-」（1988年1月18日） - 矢沢玄之介
- 荒野の用心棒（1973年、NET / 三船プロ）
  - 第6話「鮮血は魔の谷を染めて…」 - 原田久右衛門
  - 第22話「謎の密輸地帯に潜入して…」 - 横倉主膳
  - 第38話「暗殺の兇弾は暁に炸裂して…」 - 堀田相模守
- 子連れ狼（NTV / ユニオン映画）
  - 第1部 第17話「雲竜風虎」（1973年） - 有馬右京亮
  - 第2部 第19話「冬への門出」（1974年） - 矢車勘太夫
  - 第3部 第26話「腕」（1976年） - 朝倉石見守
- いただき勘兵衛 旅を行く（NET / 東映）
  - 第4話「狂った花が咲いたとさ」（1973年） - 田崎治右ヱ門
  - 第21話「雨のあしたは晴だとさ」（1974年） - 田坂玄蕃
- 唖侍 鬼一法眼 第14話「花の舞台」（1974年、NTV / 勝プロ） - 宇多左門
- イナズマン 第21話「渡五郎 イナズマン死す!?」（1974年、NET / 東映） - 野路大造
- 伝七捕物帳 第21話「あかずの錠に情をかけて」（1974年、NTV / ユニオン映画） - 脇坂中務大輔
- 旗本退屈男 第21話「稲の穂が殺しを呼んだ」（1974年、NET / 東映） - 平田相模守
- ザ・ボディガード 第12話「女が死を選ぶとき」（1974年、NET / 東映） - ミスター43
- 太陽にほえろ! 第114話「男の斗い」（1974年、NTV / 東宝） - 小宮商事重役
- 破れ傘刀舟 悪人狩り（NET / 三船プロ）
  - 第2話「鉄砲傷が呼んでいる」（1974年） - 大和屋五兵衛
  - 第5話「深海の聖女」（1974年） - 黒木内膳
  - 第27話「妖花 女殺し屋」（1975年） - 榊原刑部
  - 第46話「鞭を振る女」（1975年） - 大和屋青華
  - 第54話「男沼・女沼・恋の沼」（1975年） - 森住庄左衛門
  - 第87話「謎の梅屋敷」（1975年） - 玉井右近
  - 第96話「怒濤佐渡の嵐（前編）」（1976年） - 神坂外記
  - 第97話「怒濤佐渡の嵐（後編）」（1976年） - 神坂外記
  - 第120話「秘薬の謎をあばけ」（1977年） - 秋津大伍
- 影同心 第10話「油地獄の殺し節」（1975年、MBS / 東映） - 伊勢屋義兵衛
- お耳役秘帳 第4話「六万石を喰う男」（1976年、KTV / 歌舞伎座テレビ） - 土屋主膳
- 遠山の金さん（NET→ANB / 東映） ※杉良太郎版
  - 第1シリーズ
    - 第45話「雨ふり花」（1976年） - 末造
    - 第98話「金のなる木を持つ稼業」（1977年） - 碇屋新左衛門

  - 第2シリーズ 第11話「大奥からの黒い影」（1979年） - 福島屋
- 破れ奉行（1977年、ANB / 中村プロ）
  - 第2話「血風! 世直し快速船」 - 林帯刀
  - 第15話「深夜の水門大爆破」 - 朝倉外記
  - 第28話「二十五年目の父子唄」 - 堀田刑部
  - 第39話「さらば! 深川奉行」 - 松平山城守
- 破れ新九郎（ANB / 中村プロ）
  - 第4話「ここは地獄の一丁目」（1978年） - 小幡長十郎
  - 第23話「流転! 夕陽の父子唄」（1979年） -　時津屋甚助
- 江戸の鷹 御用部屋犯科帖 第9話「女地獄! 魔の尼寺」（1978年、ANB / 三船プロ） - 袋井主水正
- 江戸の牙 第14話「秘境 女軍団逆襲す」（1980年、ANB / 三船プロ） - 滝川出羽守
- 大捜査線 第5話「ひとりだけの密月旅行」（1980年、CX / ユニオン映画）
- 桃太郎侍 第208話「松竹梅 晴れて旅立ち」（1980年、NTV / 東映） - 堺屋喜兵衛
- 鬼平犯科帳 第1シリーズ 第10話「盗法秘伝」（1980年、NET / 東宝） - 米倉半四郎
- ザ・ハングマンシリーズ（ABC / 松竹）
  - ザ・ハングマン 燃える事件簿（1981年）
    - 第9話「奈落ゆき汚職航海」 - 豊中誠一郎（日南商事船舶部長）
    - 第42話「リモコン・ヘリ空爆処刑」 - 大山市長

  - 新ハングマン 第26話「女体を人体実験する悪魔の病院長」（1984年） - “太陽の里”事務長
  - ザ・ハングマン4 第5話「女高生が非行理事長に食いものにされる!」（1984年） - 倉田事務長
  - ザ・ハングマンV 第15話「悪徳医師にエイズ患者?が作られていく!」（1986年） - 久保田栄治
- 時代劇スペシャル（CX）
  - 日本犯科帳・隠密奉行（1981年、中村プロ） - 八木宗兵衛
  - 浪人八景・雪太郎風流剣（1982年、杉友プロ） - 諏訪頼母
  - 素浪人罷り通る 矢立峠に裏切りを見た（1983年、三船プロ）
- 西部警察シリーズ（ANB / 石原プロ）
  - 西部警察 第121話「無法の街に愛と勇気を!」（1982年） - 阿久津忠
  - 西部警察 PART-III 第39話「激闘!! 炎の瀬戸内海 -岡山・高松篇-」（1984年） - 下津井電鉄社長
- 遠山の金さん（ANB / 東映）※高橋英樹版
  - 第1シリーズ
    - 第13話「危うし! 遠山金四郎お命頂戴!」（1982年） - 菊造
    - 第113話「炎の女用心棒! 黒猫のお銀」（1984年） - 桝屋元右衛門

  - 第2シリーズ 第9話「夕顔の女・炎のような愛でした!」（1985年）
- 新五捕物帳 第188話「情けを斬った白刃」（1982年、NTV / ユニオン映画）
- 暁に斬る! 第8話「ふんどし異聞」（1982年、KTV / 三船プロ）
- 右門捕物帖 第13話「さむらい教育」（1983年、NTV）
- 長七郎江戸日記 第1シリーズ（NTV / ユニオン映画）
  - 第14話「琉球使節異聞」（1984年） - 稲葉相模守
  - 第58話「父娘のきずな」（1985年） - 立花忠茂
  - 第99話「娘仇討ち・敵は長さん!」（1986年） - 矢内甚左衛門
  - 第117話「名君、会津に入る」（1986年） - 保科正之
- 暴れん坊将軍（ANB / 東映）
  - 暴れん坊将軍II
    - 第74話「猫に小判の父娘船!」（1984年） - 備前屋庄左衛門
    - 第95話「心やさしき仇討選手」（1985年） - 秋田左近将監　
    - 第139話「五郎左を寝盗るか、詐欺女!」（1986年） - 相模屋伝兵衛
    - 第186話「友情! 決死の砂丘脱出」（1987年） - 与吉

  - 暴れん坊将軍III（1988年）
    - 第11話「河原の黄金を盗んだ奴!」 - 酒井田玄蕃頭
    - 第36話「恋と喧嘩のイダ天街道」 - 江戸屋久兵衛

  - 暴れん坊将軍V
    - 第24話「おんな盗賊の恋 吉宗にしかけられた天下の大陰謀」（1993年 TVスペシャル） - 伊達陸奥守
- 新・大江戸捜査網 第11話「暴走娘 涙の五千両」（1984年、TX / ヴァンフィル） - 秋葉屋総兵衛
- 流れ星佐吉 第24話「熱愛! 大江戸女番長」（1984年、KTV / 松竹）
- 大岡越前 第8部 第10話「狙われた美人画の女」（1984年9月24日、TBS / C.A.L） - 井上近江守
- 暴れ九庵 第6話「輝け! 青い芽よ」（1984年、KTV / 東宝） - 常次郎
- 必殺シリーズ（ABC / 松竹）
  - 必殺仕切人 第15話「もしも珍発明展が開かれたら」（1984年） - 山根
  - 必殺仕事人V・旋風編 第6話「主水バースになる」（1987年） - 屋敷宗久
- 影の軍団IV 第27話「大老暗殺! 桜田門の女たち」（1985年、KTV / 東映） - 徳川斉昭
- 真田太平記 （1985年 - 1986年、NHK） - 毛利輝元
- ただいま絶好調! 第8話「涙のリクエスト」（1985年、ANB / 石原プロ）
- 特捜最前線 第453話「不倫!? 紅林刑事が愛した女!」（1986年、ANB / 東映） - 参事官
- 銭形平次 第1話「刑場の花嫁」（1987年、NTV / ユニオン映画） - 奉行
- 若大将天下ご免!（1987年、ANB / 東映）
  - 第17話「女ねずみ闇に跳ぶ!」 - 安西伊予守
  - 第28話「振り袖人形、父恋し!」 - 伊勢屋徳兵衛
- 江戸を斬るVII 第21話「殺しの陰で嗤う奴」（1987年、TBS / C.A.L） - 永山検校
- 大都会25時 第17話「さらば夏! ストリッパー風子の場合」（1987年、ANB / 東映） - 光本
- 三匹が斬る! 第4話「赤トンボ 花嫁行列 通りゃんせ」（1987年、ANB / 東映） - 堀口直久
- ザ・ドラマチックナイト / 海の入り日（1988年、CX）
- 名奉行 遠山の金さん 第1シリーズ 第19話「殺しを招く幻の女」（1988年、ANB / 東映） - 飛騨屋藤左衛門
- はぐれ刑事純情派 第1シリーズ 第6話「安浦刑事逮捕さる!」（1988年、ANB / 東映） - 山名社長
- カッ飛び! ヤンヤン姫（1988年、TX） - 中山彦左
- 風雲! 江戸の夜明け（1989年、TX） - 土井利勝
- 八百八町夢日記 第1シリーズ 第33話「次郎吉に惚れた男」（1990年、NTV / ユニオン映画） - 数寄屋坊主
- NHK正月ドラマスペシャル / 大石内蔵助・冬の決戦（1991年、NHK） - 間瀬久太夫
- 徳川無頼帳（1992年、TX / JAC＝日光江戸村） - 松平伊豆守
- 姫将軍大あばれ（1995年 - 1996年、TX / 日光江戸村）
- 痛快大名 徳川宗春〜吉宗に挑んだ男（1996年、TVA） - 鈴木丹後守
- 徳川の女〜家康の長女・亀姫の闘い（1997年、TX / 日光江戸村） - 明智光秀

### オリジナルビデオ
- BIOTHERAPY （1986年、日活）
- 地球防衛少女イコちゃん （1987年、バンダイ） - タマオカ長官
- 地球防衛少女イコちゃん 大江戸大作戦 （1990年、バンダイ） - タマオカ長官 / 平賀源内
- 実相寺昭雄の不思議館2 （1992年、バンダイビジュアル）

### 舞台
- 浮浪雲（1977年、俳優座）
- さわやか武士道（1985年、新宿コマ劇場）

### CM
- ほくさん『バスオール』（1963年）

## 関連書籍
- 『ウルトラ警備隊 キリヤマ隊長に学ぶリーダーシップ』（大崎悌造著, BNN, 1997年12月）  ISBN 978-4893695994
  - 177-192頁  中山本人に対して著者が行ったインタビューが収録されている。

## 中山昭二（に該当する役）を演じた俳優
テレビドラマ
- 速見領（キリヤマ）『私が愛したウルトラセブン』、1993年、NHK / 円谷プロ）